# Ernst Sommerlad
Ernst Sommerlad (* 27. Oktober 1895 in Ziegenberg, Oberhessen; † 17. November 1977) war ein deutscher Architekt. Er war in den 1920er und 1930er Jahren in Liechtenstein ansässig und setzte dort mit seinen Bauten eine erste Wendemarke in der Architekturgeschichte des Fürstentums hin zur Moderne.
Sommerlad studierte an der Technischen Hochschule Darmstadt Architektur. Ab 1924 entstanden erste Bauten in Liechtenstein, darunter das Staatliche Elektrizitätswerk in Vaduz und die Pfälzerhütte südlich von Malbun. Auf seine Planung geht auch die Anlage der Villenkolonie Ebenholz in Vaduz zurück.